# Islas Amami
Las islas Amami, oficialmente en japonés: 奄美諸島 Amami-Shotō, forman parte de la islas Ryūkyū. Este archipiélago está formado por las siguientes islas:
- Amami Ōshima (奄美大島)
- Kikaijima (喜界島)
- Kakeromajima　(加計呂麻島)
- Yoroshima (与路島)
- Ukeshima (請島)
- Tokunoshima　(徳之島)
- Okinoerabujima (沖永良島)
- Yoronjima (de forma oficiosa, Yorontō) (与論島)

Las islas forman parte de la prefectura de Kagoshima, en la región Kyūshū de Japón. Su nombre deriva de Amamikiyo (アマミキヨ) o Amamiko (アマミコ), una diosa a menudo representada en las leyendas de Ryukyu.

## Historia

### Período amami
Los isleños comenzaron a producir cerámica desde hace seis mil años, afectada por la cultura Jōmon en la isla principal, Kyūshū. Inicialmente los estilos eran parecidos a aquellos de la tierra principal de Japón, pero más tarde se desarrolló un estilo original de Amami conocido como estilo inferior Usuki.
Entre la literatura japonesa, las islas aparecen por vez primera en el siglo VII. El Nihon Shoki menciona Amami-shima 海見嶋 ("isla Amami") en 657, y Amami-bito 阿麻弥人 ("gente Amami") en 682. El Shoku Nihongi se refiere a Amami 菴美 en 699 y Amami 奄美 en 714. Todos estos se cree que son idénticos a la actual Amami. La décima misión kentō-shi (embajadas imperiales a China japonesas) viajaron a la China de la dinastía Tang a travñes de Amami Ōshima.
Entre los nativos, este período prehistórico se llama período Amami (奄美世 - Aman'yu).

### Período Aji
La agricultura llegó a las islas alrededor del siglo XII, y el pueblo pasó de cazar a la agricultura. Puesto que la agricultura causó una división entre los ricos y los pobres, aquellos que ostentaban el poder con el tiempo se convirtieron en la clase dirigente. Se les llamaba aji como en Okinawa, residiendo en castillos llamados gusuku. Famosos gusuku incluyen Beru Gusuku en Kasari, la ciudad de Amami y Yononushi Gusuku en Wadomari. Los más fuertes aji batallaron entre sí para expandir sus territorios. El folclore local afirma que algunos miembros del clan Taira, perdieron la batalla de Dan-no-ura en 1185, huyeron a Amami Ōshima. La exactitud histórica de esto se desconoce.
Este período gusuku es a veces llamado el período Aji (按司世 - Ajin'yu), mientras que otros incluyen esta vez como parte del período amami también.

### Período Naha
Cuando los aji amami se volvieron suficientemente fuertes en las islas, comenzaron a pagar tributos para fortalecer las naciones alrededor. Los libros okinawenses dicen que los aji amami dieron tributo a Eiso, el rey de Chūzan en la Okinawa del período Sanzan. Okinoerabu y Yoron pasaron a control de Hokuzan. Sin embargo, puesto que la propia Okinawa aún era inestable por las guerras civiles, no tomarían control de la parte septentrional de las islas Amami. Tokunoshima y la isla aji más al norte justo entregaron tributo a Okinawa, y siguieron controlando las islas por sí mismos. Después de 1429, Shō Hashi unificó la isla de Okinawa, fundando el reino de Ryukyu. Okinoerabu y las islas más al sur fueron directamente controlados por Ryukyu, mientras que las partes septentrionales también fueron tratadas como los territorios exteriores del reino. El cuarto rey, Shō Sei, intentó ocupar Amami Ōshima en 1537, pero fracasó. El rey siguiente, Shō Gen, ganó la batalla en 1571, y todo el grupo de islas pasaron a control de Ryukyu. Según el folclore, 3 gusuku y 4 comunidades resistieron fieramente a la invasión, y todos fueron eliminados.
Este periodo recibe el nombre de período Naha 那覇世 - Nahan'yu, por la ciudad capital de Ryukyu.

### Período Edo
El control directo de Ryukyu no duró mucho. El shogunado Tokugawa japonés planeó comerciar con la dinastía Ming de China. Permitieron a Shimazu Tadatsune, un gobernante del dominio Satsuma, para invadir el reino de Ryukyu, para conservar la ruta de navegación entre Japón y China. En marzo de 1609, Shimazu atacó el reino en Amami Ōshima, luego Tokunoshima, Okinoerabu y la isla principal de Okinawa. En aquella época, el rey controlaba todas las armas de fuego en Ryukyu, mientras que la fuerza Shimazu sobrevivió a todas las batallas de artillería en el periodo Sengoku. Shimazu fácilmente ganó la batalla en un mes, y el reino Ryukyu hizo la paz con el dominio Satsuma.
El reino Ryukyu estaba perturbado por las islas Amami incluso antes de la invasión por Satsuma, conforme los isleños a menudo demuestran movimientos de independencia del reino. Ryukyu cedió las islas al dominio Satsuma. Satsuma comenzó a gobernar directamente las islas desde 1613, enviando un comisionado. Sin embargo, aún era tratado nominalmente como territorio Ryukyu, y los burócratas del reino fueron enviados también.
Al principio, la administración Satsuma era suave, pero conforme el deterioro financiero del dominio empeoró, la administración cambió a una deexplotación. Satsuma dejó a los isleños plantaron caña de azúcar para hacer azúcar, y lo vendieron al shogunado o comerciantes. Debido a este monocultivo, los isleños fueron golpeados por varias hambrunas cuando hubo malas cosechas.
Durante esta época dura, el pueblo amami encontraron su disfrute en los licores locales que se hacen con caña de azúcar, awamori comprado de Ryukyu, y las canciones folclóricas cantadas con sanshin. Sus canciones folclóricas evolucionarias hacia un estilo diferente al de Ryukyu, y esto aún sigue siendo parte hoy de su cultura.
En 1879, después de la restauración Meiji, las islas Amami fueron incorporados a la provincia de Ōsumi, y luego en la prefectura de Kagoshima. En la época de la Segunda Guerra Mundial, cuando hubo fieras batallas en la principal isla de Okinawa, más de 20.000 soldados japoneses que guardaban las vecinas islas Amami. A través de la guerra, sin embargo, las islas Amami sólo experimentaron aislados bombardeos a pequeña escala.
Este periodo, hasta 1945, se llama período Yamato (大和世 - Yamaton'yu), por el pueblo yamato, exónimo amami para los japoneses de la isla principal.

### Período estadounidense
Tras la derrota japonesa en la guerra, las islas se separaron de la isla principal de Japón, y pasaron a control estadounidense. Al firmarse la ceremonia de rendición, el contingente japonés encontró que el documento preparado por los estadounidenses se referían a amami como "Ryukyu septentrional". Los japoneses creyeron que mostraba la intención estadounidense de ceder las islas. Como respuesta, los japoneses pretendieron que las islas pertenecía a la prefectura de Kagoshima.  
En febrero de 1946, las islas Amami fueron separadas oficialmente de Japón. En octubre, el gobierno provisional de las islas Ryukyu septentrionales fue fundado, formado por los líderes locales. Cambió su nombre por el de gobierno Amami Gunto en 1950. Sin embargo, bajo una elección democrática, el electorado local eligió un gobernador que pidieron la restauración a Japón. (Esto también ocurrió en otros gobiernos Gunto de Ryukyu, principalmente aquellos de Okinawa, Miyakojima y Yaeyama.) La administración estadounidense (Administración civil estadounidense de las islas Ryukyu, USCAR) desafortunadamente con estos acontecimientos redujeron el poder de los gobiernos Gunto. En 1952, USCAR fundó otro cuerpo gubernamental llamado el gobierno de las islas Ryukyu, en el que podía elegir "líderes locales" por sí mismos.
Los residentes amami estaban descontentos con estos controles estadounidenses. Más aún, la economía amami se resintió por su separación del mercado japonés de la isla principal. Fondos públicos estadounidenses se usaron sobre todo para la dañada Okinawa. El movimiento de restauración de las islas Amami, que había comenzado justo después de la separación, se hizo más fuerte. Entre los locales de más de 14 años, el 99,8% de ellos firmaron una petición para la restauración. Algunos municipios y comunidades hicieron huelga de hambre siguiendo el ejemplo de Mahatma Gandhi.
El tratado de San Francisco en 1952 puso las islas bajo la administración de las islas Ryukyu. Los Estados Unidos devolvieron las islas Tokara en febrero de 1952 y las islas Amami el 25 de diciembre de 1953. El gobierno estadounidense lo llamó "regalo de Navidad para Japón". Pasaron a formar parte de la prefectura de Kagoshima.
Este período recibe el nombre de período americano (アメリカ世 - Amerika-yu).

### Tras la restauración
Después de la devolución de las islas a Japón en 1953, Okinawa (entonces Ryukyu) aún estaba bajo control estadounidense hasta 1972. Debido a este, el pueblo amami quienes trabajaban en Okinawa de repente se convirtieron en "extranjeros", dificultando sus situaciones.
El gobierno japonés promulgó la ley de medidas especiales de desarrollo y promoción de las islas Amami. Sin embargo, la diferencia económica entre estas islas y la isla principal aún existe hasta este día. La ley ayudó a los residentes al mejorar la infraestructura de la isla. Sin embargo este sistema burocrático fue criticado como causante de innecesaria destrucción de la naturaleza.[cita requerida]

## Idioma
En las islas Amami, el idioma amami y el kunigami son los dialectos locales tradicionales. Ambos pertenecen al grupo septentrional de Ryukyu de lenguas ryukyuenses. Aunque los idiomas ryujyu pertenecen al grupo de lenguas japónicas, compartiendo la misma raíz con el japonés de las islas principales, son mutuamente ininteligibles. Hay controversia sobre el estatus de estos idiomas, pues hay quien piensa que son idiomas independientes, mientras que otros consideran que son meros dialectos.
El idioma amami tiene varios dialectos, el kikai, el amami septentrional, el amami meridional y el dialecto tokunoshima. El idioma kunigami tiene el dialecto okinoerabu y el yoron.
Lo mismo que en cualquier otro lugar de Japón, el japonés estándar se usa en todas las situaciones formales. El habla normal de facto entre los lugareños por debajo de 60, por otro lado, es un japonés de las islas principales con acento amami llamado Ton-futsūgo (トン普通語, literalmente, "estándar patata"). El habla es diferente del Uchinā-Yamatuguchi (japonés okinawense), un japonés de las islas principales con acento de okinawense usado en Okinawa. Ton-futsūgo está afectado no solo por japonés estándar, pero también por el dialecto Satsugū (Kagoshima de isla principal) y el dialecto Kansai.
Las comunidades en las islas Amami que usan lenguaje de signos conforme su principal modo de comunicación ha sido descrito.